# Tvärbandvingad skridfluga
Tvärbandvingad skridfluga (Rainieria calceata) är en tvåvingeart som först beskrevs av Fallen 1820.  Tvärbandvingad skridfluga ingår i släktet Rainieria och familjen skridflugor. Enligt den svenska rödlistan är arten starkt hotad i Sverige. Arten förekommer i Götaland. Artens livsmiljö är skogslandskap, jordbrukslandskap. Inga underarter finns listade i Catalogue of Life.

## Bildgalleri

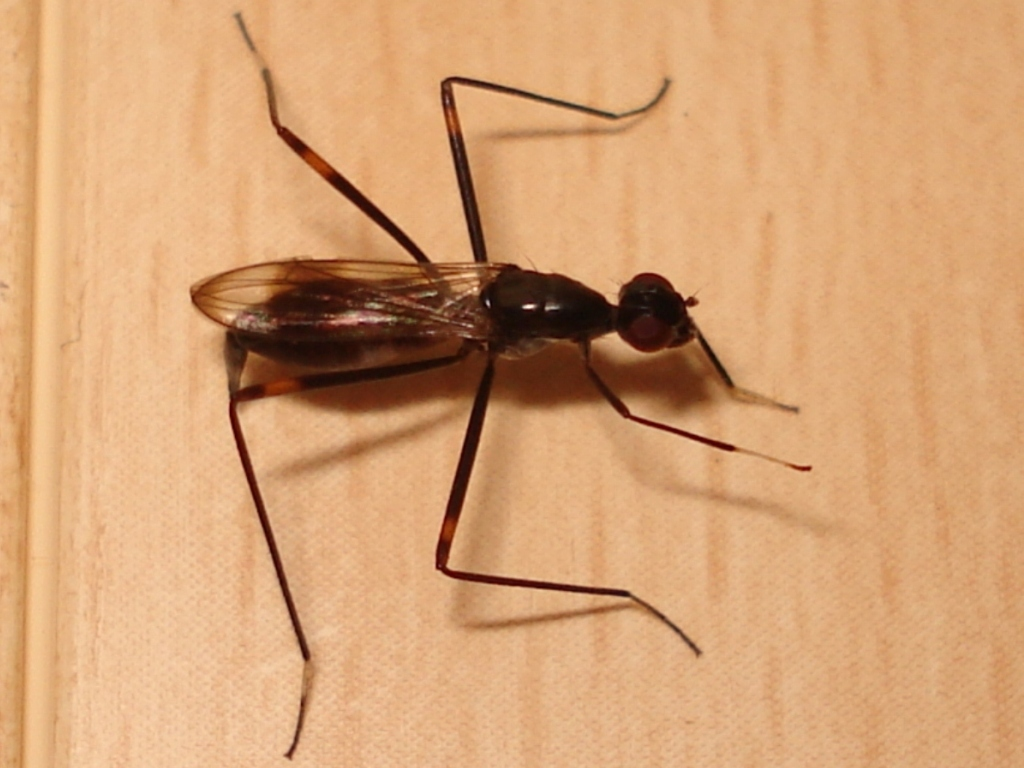